# Syllepte fabiusalis
Syllepte fabiusalis is een vlinder uit de familie van de grasmotten (Crambidae), uit de onderfamilie van de Spilomelinae. De wetenschappelijke naam van deze soort is voor het eerst voorgesteld als Botys fabiusalis door Francis Walker in een publicatie uit 1859.

## Verspreiding
De soort komt voor in Maleisië (Malakka, Sarawak), Indonesië (Kalimantan), de Filipijnen en China (Zhejiang).

## Ondersoorten
- Syllepte fabiusalis fabiusalis  (Walker, 1859)
- Syllepte fabiusalis mokanalis (Caradja, 1932)